# Spottswood Robinson

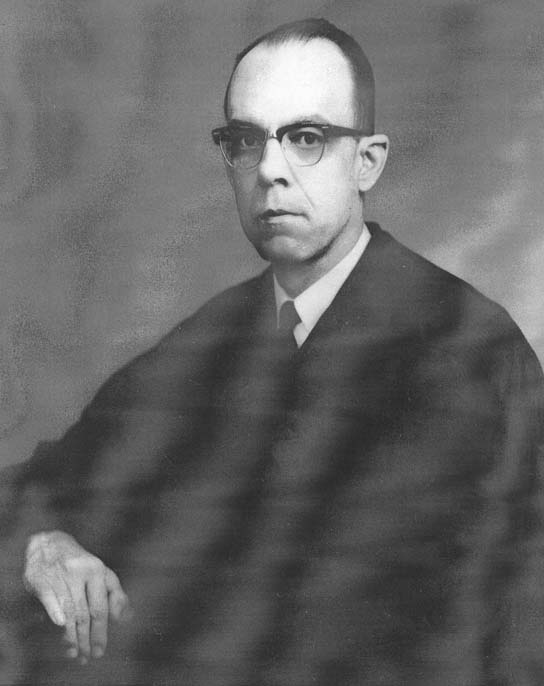
Spottswood Robinson

Spottswood William Robinson III (* 26. Juli 1916 in Richmond, Virginia; † 11. Oktober 1998 ebenda) war ein US-amerikanischer Anwalt, Richter und Bürgerrechtler.

## Leben
Robinson war der Sohn des Anwalts Spottswood William Robinson Jr. und seiner Frau Inez Clements Robinson, einer Hausfrau, die an der Howard University studiert hatte. Sie waren Afroamerikaner.
Nachdem er die Armstrong High School besucht hatte, studierte Robinson an der mehrheitlich schwarzen Privatuniversität Virginia Union University. Als sein Vater einen Gallenblasenanfall hatte, unterbrach der 18-Jährige sein Studium für ein Jahr, um sein Immobilienmaklergeschäft zu leiten. 1939 erhielt er einen Abschluss von der Howard University School of Law. Er hatte den höchsten Grade Point Average der Geschichte dieser Fakultät, an der er einen Lehrposten erhielt. 1941 wurde er instructor, 1943 assistant professor und 1946 associate professor.
In den frühen 1940ern begann er, mit der Anwaltskanzlei von Oliver Hill und Martin A. Martin zusammenzuarbeiten. Diese hatte sich auf Bürgerrechte spezialisiert. Da Hill 1943 im Rahmen des Zweiten Weltkriegs in die U. S. Army eingezogen wurde, legte Robinson das Staatsexamen ab und übernahm sowohl die Anwaltskanzlei als auch die Ämter Robinsons in der virginischen Abteilung der National Association for the Advancement of Colored People (NAACP). Sie ist eine der wichtigsten Organisationen der antirassistischen Bürgerrechtsbewegung, deren Ziel zu dem Zeitpunkt die Abschaffung der Rassentrennung war. 1947 gab er seinen Lehrposten an der Howard University auf, um sich völlig dem NAACP Legal Defense and Educational Fund (LDF) zu widmen.
Sein erster bedeutender Fall war 1944 der der Schwarzen Irene Morgan. Diese hatte gegen die Gesetze Virginias verstoßen, indem sie auf einer Busfahrt einem Weißen ihren Sitz verweigert hatte. Dabei war sie nur auf der Durchreise in Virginia. Die Verteidigung der NAACP beruhte auf dem 1. Artikel der Verfassung. Dieser verleiht unter anderem dem Kongress das Vorrecht, alleine den Handel zwischen den einzelnen Bundesstaaten zu kontrollieren. Demnach sei es für die Südstaaten illegal, den Personenverkehr zwischen einzelnen Bundesstaaten durch die Rassentrennung zu behindern. Robinson vertrat Morgan vor den örtlichen Gerichten und dem Obersten Gerichtshof von Virginia, konnte das Verfahren vor dem Obersten Gerichtshof jedoch nur verfolgen. Sein Staatsexamen lag nämlich nicht lang genug zurück, um dort als Chefverteidiger zu dienen. Statt ihm erreichten Thurgood Marshall und William H. Hastie, dass das Oberste Gerichtshof im Fall Morgan v. Virginia das Gesetz Virginias zur Rassentrennung im Personenverkehr für verfassungswidrig erklärte. Robinson war auch als Experte im Bereich des Property law bekannt und unterstützte die NAACP in Fällen wie Hurd v. Hodge und McGhee v. Sipes.
1947 begann er, sich für die NAACP gegen die Rassentrennung an Schulen zu engagieren. 1951 war er einer der Anwälte im Fall Briggs v. Elliott, spielte jedoch eine untergeordnete Rolle. Wichtiger war sein Involvement im Fall Davis v. County School Board of Prince Edward County. Dieser war ein Resultat eines Schulstreiks um Barbara Rose Johns gegen die ungleichen Bedingungen an schwarzen und weißen Schulen. Gemeinsam mit Oliver Hill organisierte Robinson eine Klage gegen die Rassentrennung an Schulen, die gemeinsam mit Briggs und drei weiteren Fällen zum Fall Brown v. Board of Education zusammengefasst wurde. In dieser Grundsatzentscheidung erklärte der Oberste Gerichtshof Rassentrennung an öffentlichen Schulen für verfassungswidrig. Robinson spielte mit Thurgood Marshall eine führende Rolle in der Gerichtsverhandlung, erkrankte allerdings darauf an einem einige Wochen anhaltenden Erschöpfungszustand. In den Folgejahren stellten sich Robinson und Hill gegen die Massive Resistance-Kampagne, mit der weiße Südstaatler gegen die Desegregation ankämpfen wollten.
Anfang der 1960er hörte er auf, aktiv als Anwalt zu praktizieren. 1960 erhielt er an der Howard University eine Juraprofessur und wurde zum Dekan der Law School ernannt. Der Präsident John F. Kennedy ernannte ihn 1961 zur Commission on Civil Rights und 1963 zum District Court for the District of Columbia, konnte seine Nominierung gegen den Widerstand des Leiters des Committee on the Judiciary, dem Senator James Eastland, nicht durchsetzen. Kennedys Nachfolger Lyndon B. Johnson ernannte Robinson deshalb im Januar 1964 mittels eines Recess Appointment. Zwei Jahre später ernannte Johnson ihn als Nachfolger George Thomas Washingtons zum United States Court of Appeals in Washington, D. C., einem der höchsten Gerichte der Vereinigten Staaten. Von 1981 bis 1986 diente er dort als der erste und bisher einzige afroamerikanische Chief Judge.
1936 heiratete er Marian Bernice Wilkerson. Sie hatten zwei Kinder, Nina Robinson Govan und Spottswood William Robinson IV. Im September 1989 zog sich Robinson weitestgehend von seinem Amt zurück, um seine kranke Frau zu pflegen. 1998 starb er überraschend an einem Herzinfarkt.